# Voznyeszenszkojei járás

A Voznyeszenszkojei járás a Nyizsnyij Novgorod-i területen

A Voznyeszenszkojei járás (oroszul Вознесенский район) Oroszország egyik járása a Nyizsnyij Novgorod-i területen. Székhelye Voznyeszenszkoje.

## Népesség
- 1989-ben 22 538 lakosa volt.
- 2002-ben 19 790 lakosa volt, melynek 98,2%-a orosz, 0,5%-a mordvin, 0,3%-a tatár, 0,3%-a ukrán, 0,1%-a csuvas.
- 2010-ben 17 352 lakosa volt, melynek 99%-a orosz.